# William Turner (Bischof, 1871)

William Turner (1905)

William Turner (* 8. April 1871 in Kilmallock, County Limerick; † 10. Juli 1936 in Buffalo, USA) war ein irischer Geistlicher und römisch-katholischer Bischof von Buffalo.

## Leben
William Turner besuchte das Mungret College in Limerick. Turner studierte Katholische Theologie und Philosophie an der Königlichen Universität von Irland und am Collegio Urbano de Propaganda Fide in Rom. Er empfing am 13. August 1893 das Sakrament der Priesterweihe.
1894 wurde William Turner Professor am St. Paul’s Seminary in Saint Paul, Minnesota. Anschließend war er als Professor für Philosophie an der Katholischen Universität von Amerika in Washington, D.C. tätig.
Am 10. März 1919 ernannte ihn Papst Benedikt XV. zum Bischof von Buffalo. Der Erzbischof von Baltimore, James Gibbons, spendete ihm am 30. März desselben Jahres die Bischofsweihe; Mitkonsekratoren waren der Bischof von Richmond, Denis Joseph O’Connell, und der Bischof von Saint Augustine, Michael Joseph Curley.